# Ariel Ibagaza
Ariel Miguel Santiago Ibagaza Fernández (Buenos Aires, Argentina, 27 de octubre de 1976) es un exfutbolista y entrenador argentino nacionalizado español surgido del Club Atlético Lanús. Conocido por su apodo "El Caño" .
se desempeñó principalmente como mediocampista ofensivo, destacándose por su técnica, visión de juego y capacidad para asistir a sus compañeros. Pasó la mayor parte de su carrera profesional en España, donde jugó más de 340 partidos en La Liga, y también tuvo un paso exitoso por Grecia. Actualmente, se dedica a la dirección técnica

## Carrera profesional

### Comienzos en Lanús
Ariel Ibagaza. Desde joven mostró aptitudes para el fútbol, lo que lo llevó a integrarse a las divisiones inferiores del Club Atlético Lanús, donde comenzó su carrera profesional.
Ibagaza debutó en la Primera División de Argentina con el Club Atlético Lanús el 1 de octubre de 1994 con 17 años, en un partido contra Deportivo Mandiyú. Durante su etapa en el club, se consolidó como una de las promesas del fútbol argentino.
Fue una de las figuras del conjunto granate en la obtención de la Copa Conmebol 1996 y de tres terceros puestos consecutivos en el torneo local entre 1995 y 1996,  bajo la dirección técnica de Héctor Cúper. En la Copa Conmebol, Lanús derrotó al Independiente Santa Fe colombiano en la final y el "Caño marcó el segundo gol del partido de Ida.
Entre 1994 y 1998, disputó cerca de 100 partidos y marcó 10 goles, destacándose por su habilidad para organizar el juego desde el mediocampo.
En 1995, Ibagaza también formó parte de la selección argentina sub-20 que ganó el Campeonato Mundial Juvenil de 1995 en Qatar, dirigido por José Pekerman. En dicho torneo, compartió equipo con figuras como Juan Pablo Sorín y Esteban Cambiasso, portando el dorsal número 10 y siendo uno de los líderes del plantel.

### Traspaso a Europa: RCD Mallorca
En julio de 1998, Ibagaza fue transferido al RCD Mallorca de España por aproximadamente 3 millones de dólares, junto a su compañero de Lanús, Gustavo Siviero. Este movimiento fue impulsado por Héctor Cúper, quien había asumido como entrenador del club balear tras su paso por Lanús. Su debut en La Liga tuvo lugar el 30 de agosto de 1998, en un empate 0-0 contra la UD Salamanca.
En su primera temporada (1998-99), el Mallorca logró el tercer puesto en La Liga y alcanzó la final de la Recopa de Europa, perdiendo 2-1 ante la Lazio. Ibagaza se convirtió rápidamente en un titular indiscutible gracias a su visión y precisión en el pase. En la temporada 2000-01, anotó 10 goles, su mejor registro goleador en una campaña, consolidándose como uno de los mediocampistas más destacados de la liga.
Durante su primera etapa en Mallorca (1998-2003), ganó dos títulos: la Supercopa de España de 1998 ante el FC Barcelona y la Copa del Rey de 2003 contra el Recreativo de Huelva, en una final donde el equipo se impuso por 3-0. En este último torneo, formó una dupla efectiva con Samuel Eto’o, a quien asistió frecuentemente. Tras cinco temporadas, dejó el club como capitán y con 161 partidos jugados y 24 goles en todas las competiciones.

### Atlético Madrid
En julio de 2003, Ibagaza fichó por el Atlético de Madrid en busca de nuevos retos. Durante sus tres años en el club (2003-2006), disputó 92 partidos en La Liga y marcó 6 goles. Aunque no logró títulos, fue un jugador importante en un equipo que buscaba estabilizarse tras su regreso a Primera División en 2002. Su paso por el Atlético estuvo marcado por su regularidad, aunque no alcanzó el mismo nivel de protagonismo que en Mallorca.

### Regreso a Mallorca y paso por Villarreal
En 2006, Ibagaza regresó al RCD Mallorca, donde jugó dos temporadas más (2006-2008), sumando 42 partidos y 2 goles en La Liga. Su segunda etapa en el club balear estuvo enfocada en aportar experiencia a un equipo que luchaba por mantenerse en la máxima categoría.
En julio de 2008, firmó con el Villarreal CF por dos temporadas, en un traspaso valorado en 1,5 millones de euros. En el "Submarino Amarillo", participó en más de 60 partidos oficiales, incluyendo competiciones europeas como la Liga de Campeones y la Liga Europa. Sin embargo, su rendimiento se vio afectado por problemas físicos, lo que limitó su continuidad como titular.

### Olympiacos y Panionios en Grecia
En 2010, a los 34 años, Ibagaza se trasladó al Olympiacos FC de Grecia, firmando un contrato por dos años. En su primera temporada, contribuyó con 24 partidos a la conquista de la Superliga de Grecia 2010-11. Durante su paso por el club, logró tres títulos de liga (2011, 2012 y 2013) y una Copa de Grecia (2012), acumulando 97 apariciones y 2 goles. Su primer gol con Olympiacos lo marcó en una victoria 1-0 ante el Asteras Tripoli.
En agosto de 2014, tras dejar Olympiacos, firmó por un año con el Panionios FC, también de la Superliga griega. Allí disputó su última temporada como profesional, retirándose en julio de 2015 con 19 partidos y 1 gol.

### Ausencia en Selección Argentina
A pesar de su talento, Ibagaza tuvo una presencia limitada en la selección absoluta de Argentina, con solo dos partidos internacionales. Su trayectoria coincidió con una generación de mediocampistas de gran nivel, lo que dificultó su consolidación en el equipo nacional. Sin embargo, su éxito en el Mundial Sub-20 de 1995 permanece como uno de los hitos de su carrera internacional.

### Carrera como entrenador
Tras su retiro, Ibagaza incursionó en la dirección técnica. En la temporada 2021-22, asumió como entrenador del Olympiacos B, el equipo filial del Olympiacos, compitiendo en la Superliga Grecia 2. Su trabajo se centró en el desarrollo de jóvenes talentos, manteniendo un vínculo con el club.

## Selección nacional
Con la selección juvenil ganó el mundial sub-20 de 1995 realizado en Catar, que Argentina ganó por segunda vez en su historia. Marcó tres goles en siete partidos disputados, siendo una de las figuras del equipo.
Propicio 
Fue convocado a la selección absoluta en una ocasión: su debut se produjo el 18 de agosto de 2004 en un partido contra la selección de Japón.

## Clubes
| Club               | País      | Año         | PJ  | Goles |
| ------------------ | --------- | ----------- | --- | ----- |
| Lanús              | Argentina | 1994 - 1998 | 98  | 10    |
| Mallorca           | España    | 1998 - 2003 | 161 | 24    |
| Atlético de Madrid | España    | 2003 - 2006 | 92  | 6     |
| Mallorca           | España    | 2006 - 2008 | 42  | 2     |
| Villarreal         | España    | 2008 - 2010 | 62  | 2     |
| Olympiakos         | Grecia    | 2010 - 2014 | 97  | 2     |
| Panionios NFC      | Grecia    | 2014 - 2015 | 19  | 2     |

## Palmarés

### Campeonatos nacionales
| Título              | Club              | País   | Año  |
| ------------------- | ----------------- | ------ | ---- |
| Supercopa de España | R. C. D. Mallorca | España | 1998 |
| Copa del Rey        | R. C. D. Mallorca | España | 2003 |
| Superliga de Grecia | Olympiakos FC     | Grecia | 2011 |
| Superliga de Grecia | Olympiakos FC     | Grecia | 2012 |
| Copa de Grecia      | Olympiakos FC     | Grecia | 2012 |
| Superliga de Grecia | Olympiakos FC     | Grecia | 2013 |
| Copa de Grecia      | Olympiakos FC     | Grecia | 2013 |
| Superliga de Grecia | Olympiakos FC     | Grecia | 2014 |

### Copas internacionales
| Título         | Club             | Sede final | Año  |
| -------------- | ---------------- | ---------- | ---- |
| Mundial Sub-20 | Argentina Sub-20 | Catar      | 1995 |
| Copa Conmebol  | Lanús            | Bogotá     | 1996 |